# 차이치
차이치(蔡奇,채기, 1955년 12월 5일 ~ )는 중화인민공화국의 정치인이다. 1978년 푸젠 사범대학 정치교육과를 졸업한 후 푸젠성과 저장성에서 오랜 공직 생활을 했으며, 2014년부터 국가안전위원회 부주임을 역임하였다. 1997년 푸젠 사범대학에서 경제법 석사학위, 2001년 푸젠 사범대학에서 경제학 박사학위를 취득하였다. 제19기에서 중국공산당 중앙정치국 위원 겸 베이징시 당위원회 서기이었으며, 2022년 베이징 동계올림픽 조직위 주임 등을 지냈다. 제20기에서 중국공산당 중앙정치국 상무위원에 선출되었으며, 의전서열 다섯 번째로, 중국공산당 중앙서기처 서기 등을 맡을 것으로 예상된다.